# Matenja vas
Matenja vas – wieś w Słowenii, w gminie Postojna. W 2018 roku liczyła 318 mieszkańców.